# CF Cable TV
CF Cable TV était un câblodistributeur canadien dans les années 1980 et 1990. Détenu par Jean Pouliot, un homme d’affaires de Montréal, Québec, dont le portefeuille comprenait également CFCF-TV et le réseau de télévision TQS, CF Cable TV desservait des parties de Montréal, Laval et la banlieue ouest de l'île de Montréal.

## Histoire
La société a été créée en 1982, lorsque Pouliot a acquis Cable TV Inc. de Starlaw Investments pour un prix d’achat de 11,4 millions de dollars.
La société prend de l'expansion considérablement en 1993 et acquiert Télécâble Laurentien dans la région de l'Outaouais au Québec et la banlieue d'Ottawa à Clarence-Rockland en Ontario, et Northern Cable au Nord de l'Ontario. Grâce à ces accords, CF Cable TV est le cinquième plus important câblodistributeur au Canada. Laurentien et Northern ont tous deux continué à fonctionner en tant que divisions distinctes de la société plutôt que d'être intégrés à l'image de marque de CF Cable TV.
En 1997, Pouliot a vendu la société mère de CF Cable TV, CFCF Inc., à Vidéotron. Vidéotron a vendu la division Northern Cable à Regional Cablesystems (en) en 1998, tout en conservant la propriété des divisions de Montréal et de l’Outaouais.